# Cité de l'Abbaye
La Cité de l'Abbaye est un ensemble de trois îlots d'HBM (habitation à bon marché) comprenant historiquement 15 bâtiments et 244 logements situé dans le secteur 5 de la ville de Grenoble. Trois immeubles ont été démolis en 2017 et les autres immeubles de la cité doivent faire l'objet d'une réhabilitation par la ville de Grenoble.
Cet ensemble qui a partiellement donné son nom au quartier Abbaye-Jouhaux, est situé au sud-est de Grenoble. Les immeubles et les jardins attenants ont été édifiés entre 1927 et 1930 dans un souci social et hygiéniste par l'office public départemental d'HBM avec comme architectes Émile Rochas et R. Fonné, puis repris par Michel Chabut lors de la réhabilitation de 1978.

## Présentation et historique

### Origine du nom
L'historien local Henry Rousset, auteur de l'Histoire illustrée de rues de Grenoble, paru en 1893, indique dans son ouvrage qu'un ancien couvent aurait été fondé dans ce quartier sous le nom de couvent de l'Abbaye, un point de vue que ne partagent pas d'autres historiens locaux.

### Construction
La Cité de l’Abbaye, bâtie entre 1928 et 1931, est située dans le quartier Abbaye-Jouhaux. Celle-ci présente un ensemble de quinze bâtiments répartis sur trois îlots densément construits mais, à l'époque, encore assez proches des zones rurales. Sa réalisation est l'exemple urbain d'un progrès social en termes d’habitat sous l’impulsion du socialisme municipal du maire Paul Mistral et de la loi Bonnevay.

### Rénovation

#### Première rénovation
En 1978, l’OPAC de Grenoble lance l’opération « PALULOS », consistant à rajeunir ses façades, installer le chauffage collectif et agrandir des logements, une opération conduite par l’architecte Chabut. La cité a été labellisée « Architecture contemporaine remarquable » en 2003.

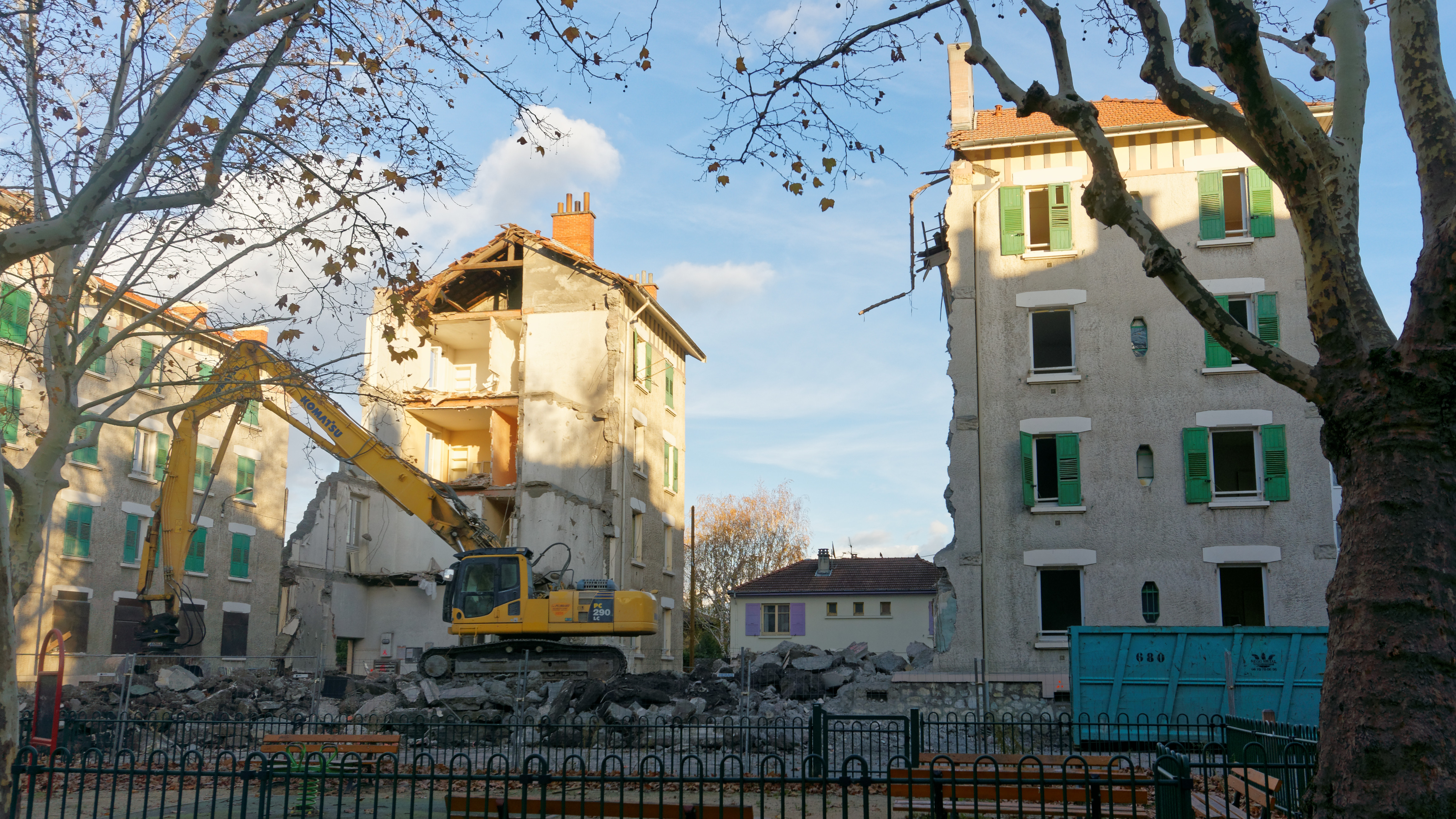
Démolition de trois immeubles, place Joseph Riboud, cité de l’Abbaye

#### Seconde rénovation
Après une démolition de trois immeubles de la cité qui annonçait une refonte complète du site, la municipalité de Grenoble en partenariat avec le promoteur parisien OGIC, a pris la décision de réhabiliter les douze bâtiments restants. Ceux-ci seront répartis en 135 logements en accession à la propriété, dont seize en habitat participatif ; une résidence étudiante de 90 chambres;  un centre de santé et des locaux dédiés à des activités de type services ou économie sociale et solidaire. Ce choix a entrainé certains critiques, notamment par le bureau grenoblois de l'association Droit au logement (DAL).

### Le «Grand Collectif»
En grande partie désertée par ses habitants et rasée partiellement, la cité abrite un collectif d’artistes (dénommé « le Grand Collectif ») comprenant des photographes, des musiciens et des plasticiens attachés au quartier, son histoire et à ses habitants.

## Label
L'ensemble des immeubles et des jardins de la cité abbaye a été classé en 2004 « Patrimoine du XXe siècle » de Grenoble par la direction de l'architecture et du patrimoine du Ministère de la Culture,.